# Wapen van Heenvliet

Wapen van Heenvliet

Het wapen van Heenvliet werd op 24 juli 1816 aan de Zuid-Hollandse gemeente Heenvliet in gebruik bevestigd. De gemeente is op 1 januari 1980 opgegaan in de gemeente Bernisse. Het wapen van Heenvliet is daardoor komen te vervallen. Uit het wapen zijn geen elementen opgenomen in het wapen van Bernisse. Sinds 1 januari 2015 valt het gebied onder de gemeente Nissewaard.

## Blazoenering
De blazoenering van het wapen luidde als volgt:
Van keel beladen met een klimmende leeuw van zilver.
Op een rood veld staat een witte klimmende leeuw. De heraldische kleuren zijn zilver (wit) en keel (rood).

## Geschiedenis
Heenvliet is omstreeks 1250 ontstaan rond Slot Heenvliet, dat voor de graven van Holland van strategisch belang was. Heenvliet wordt in 1229 als heerlijkheid verheven door de heer van Voorne. De eerste heren noemen zich Van Heenvliet, zij waren een tak van de heren van Voorne. De Van Heenvliets voerden als wapen een blauw genagelde en getongde aanziende zilveren leeuw op een veld van keel (rood). Deze aanziende leeuw is in de loop der eeuwen een klimmende leeuw geworden, die al in de zeventiende eeuw als heerlijkheidswapen bekend was. De Nederlandsche stad- en dorpbeschrijver van Van Ollefen uit 1798 spreekt van een "op zijn achterste poten staande omziende leeuw op een rood schild".

## Verwante wapens

Jan van Heenvliet (Wapenboek Beyeren)
Hugo van Heenvliet (Wapenboek Beyeren)
Jan van Heenvliet (Wapenboek Beyeren)